# Seznam katastrálních území v okrese Benešov
V této tabulce je uveden kompletní výčet katastrálních území okresu Benešov včetně rozlohy a místních částí, které na nich leží.
| Název KÚ                        | Místní části | Obec                   | km²   |
| ------------------------------- | --- | ---------------------- | ----- |
| A                               | A | A                      |       |
| Alberovice                      | Alberovice | Loket                  | 2,57  |
| Arnoštovice                     | Arnoštovice, Durdice, Jestřebice, Peklo                                                                                      | Heřmaničky             | 5,64  |
| Babice u Řehenic                | Babice, Vavřetice | Řehenice               | 4,15  |
| Bělčice u Ostředka              | Bělčice, Vráž | Ostředek               | 5,01  |
| Bělice                          | Bělice | Neveklov               | 5,63  |
| Bělokozly                       | Bělokozly | Sázava                 | 5,80  |
| Benešov u Prahy                 | Baba, Bedrč, Benešov, Boušice, Červený Dvůr, Dlouhé Pole, Chvojen, Konopiště, Mariánovice, Okrouhlice, Pomněnice, Radíkovice | Benešov                | 40,24 |
| Bernartice u Dolních Kralovic   | Bernartice | Bernartice             | 4,48  |
| Bezděkov u Dolních Kralovic     | Bezděkov | Loket                  | 5,56  |
| Bezmíř                          | Bezmíř, Křenovice, Lhotka, Voračice, Zahrádka                                                                                | Vojkov                 | 8,92  |
| Beztahov                        | Beztahov, Košovice, Nazdice, Střelítov                                                                                       | Votice                 | 5,60  |
| Bílkovice                       | Bílkovice, Moravsko, Takonín                                                                                                 | Bílkovice              | 5,78  |
| Blažejovice                     | Blažejovice | Blažejovice            | 3,26  |
| Blaženice                       | Blaženice, Měřín | Rabyně                 | 6,30  |
| Blažim nad Vltavou              | Blažim | Neveklov               | 5,32  |
| Bolina                          | Bolina | Vlašim                 | 6,77  |
| Bonkovice                       | Bonkovice, Černotice, Dolní Dobřejov, Horní Dobřejov                                                                         | Střezimíř              | 4,59  |
| Borovnice                       | Borovnice | Borovnice              | 3,10  |
| Borovsko                        | Borovsko | Bernartice             | 5,63  |
| Bořeňovice                      | Bořeňovice | Struhařov              | 4,71  |
| Bořkovice                       | Bořkovice, Otradov, Roudný                                                                                                   | Zvěstov                | 4,61  |
| Božkovice                       | Božkovice, Radošovice, Tožice                                                                                                | Bystřice               | 7,50  |
| Broumovice                      | Broumovice, Královna, Slavín, Vlčkovice                                                                                      | Neustupov              | 6,86  |
| Brzotice                        | Brzotice | Loket                  | 3,46  |
| Břežany u Lešan                 | Břežany u Lešan | Lešany                 | 4,93  |
| Budenín                         | Budenín, Kaliště, Otradovice                                                                                                 | Votice                 | 7,59  |
| Bukovany u Týnce nad Sázavou    | Bukovany | Bukovany               | 7,42  |
| Býkovice u Bořeňovic            | Býkovice, Svatý Jan | Struhařov              | 2,74  |
| Býkovice u Louňovic             | Býkovice, Rejkovice | Louňovice pod Blaníkem | 3,86  |
| Bystřice u Benešova             | Bystřice | Bystřice               | 7,25  |
| Ctiboř                          | Ctiboř, Hrádek | Ctiboř                 | 3,92  |
| Čakov                           | Čakov | Čakov                  | 2,35  |
| Čakovice u Řehenic              | Čakovice | Týnec nad Sázavou      | 4,30  |
| Čečkov                          | Čečkov | Jankov                 | 0,87  |
| Čechtice                        | Čechtice, Nové Práchňany, Staré Práchňany, Sudislavice                                                                       | Čechtice               | 14,23 |
| Čelivo                          | Buchov, Čelivo | Postupice              | 5,49  |
| Čeňovice                        | Čeňovice, Kochánov | Teplýšovice            | 5,41  |
| Čerčany                         | Čerčany, Vysoká Lhota | Čerčany                | 6,45  |
| Černé Budy                      | Černé Budy | Sázava                 | 3,47  |
| Černičí                         | Černičí, Krčmy, Malá Paseka, Růžkovy Lhotice                                                                                 | Čechtice               | 7,42  |
| Červený Újezd u Miličína        | Červený Újezd, Milhostice, Nové Dvory, Styrov                                                                                | Červený Újezd          | 6,34  |
| Čeřenice                        | Čeřenice | Sázava                 | 2,93  |
| Český Šternberk                 | Český Šternberk | Český Šternberk        | 5,47  |
| Čestín u Jankova                | Bedřichovice, Čestín | Jankov                 | 5,89  |
| Čtyřkoly                        | Javorník, Čtyřkoly | Čtyřkoly               | 2,88  |
| Dalešice nad Vltavou            | Dalešice | Neveklov               | 2,84  |
| Dalkovice                       | Dalkovice | Trhový Štěpánov        | 3,07  |
| Dalovy                          | Dalovy | Divišov                | 2,40  |
| Daměnice                        | Daměnice | Načeradec              | 5,35  |
| Děkanovice                      | Děkanovice | Děkanovice             | 4,08  |
| Divišov u Benešova              | Divišov | Divišov                | 11,20 |
| Dojetřice                       | Dojetřice | Sázava                 | 4,52  |
| Dolní Borek                     | Barčov, Dolní Borek, Chlístov, Záhoříčko                                                                                     | Neustupov              | 4,84  |
| Dolní Kralovice                 | Dolní Kralovice, Střítež | Dolní Kralovice        | 8,15  |
| Dolní Rápotice                  | Dolní Rápotice | Šetějovice             | 2,01  |
| Domašín                         | Domašín | Vlašim                 | 10,41 |
| Drahňovice                      | Drahňovice | Drahňovice             | 8,17  |
| Drachkov                        | Drachvov, Zahořany | Bystřice               | 6,91  |
| Dub u Kondrace                  | Dub | Kondrac                | 5,59  |
| Dubějovice                      | Dubějovice | Trhový Štěpánov        | 2,12  |
| Dunávice                        | Dunávice | Netvořice              | 2,09  |
| Dunice                          | Dunice | Dunice                 | 3,58  |
| Heřmaničky                      | Číšťovice, Heřmaničky, Jiříkovec, Jíví, Karasova Lhota, Loudilka                                                             | Heřmaničky             | 5,86  |
| Horní Borek                     | Horní Borek, Třetužel | Červený Újezd          | 6,23  |
| Horní Lhota                     | Dolní Lhota, Horní Lhota, Novotinky                                                                                          | Načeradec              | 9,49  |
| Hory u Votic                    | Hory | Votice                 | 1,11  |
| Hořetice                        | Brdečný, Hodětice, Hůrka, Hořetice, Strážovice                                                                               | Křečovice              | 7,59  |
| Hostišov                        | Hostišov, Mysletice, Větrov, Zdeboř                                                                                          | Votice                 | 4,61  |
| Hradiště                        | Hradiště | Hradiště               | 2,50  |
| Hrazená Lhota                   | Hrazená Lhota | Vlašim                 | 2,52  |
| Hrzín                           | Hrzín | Ratměřice              | 2,00  |
| Hulice                          | Hulice, Rýzmburk | Hulice                 | 6,48  |
| Hvězdonice                      | Hvězdonice | Hvězdonice             | 1,40  |
| Chářovice                       | Chářovice | Chářovice              | 4,16  |
| Chleby u Týnce nad Sázavou      | Chleby | Chleby                 | 2,34  |
| Chlístov u Benešova             | Chlístov, Racek, Žabovřesky                                                                                                  | Chlístov               | 2,90  |
| Chlum u Vlašimi                 | Chlum | Chlum                  | 4,19  |
| Chmelná u Vlašimi               | Chmelná | Chmelná                | 2,39  |
| Chocerady                       | Chocerady, Komorní Hrádek | Chocerady              | 6,69  |
| Choratice                       | Choratice | Choratice              | 4,45  |
| Chotýšany                       | Chotýšany, Křemení, Pařezí                                                                                                   | Chotýšany              | 6,70  |
| Chrášťany u Benešova            | Benice, Černíkovice, Chrášťany, Soběšovice                                                                                   | Chrášťany              | 11,54 |
| Jablonná nad Vltavou            | Jablonná, Nebřich | Neveklov               | 6,85  |
| Jankov                          | Jankov, Otradovice | Jankov                 | 9,06  |
| Jankovská Lhota                 | Jankovská Lhota | Jankov                 | 4,47  |
| Javorník u Vlašimi              | Javorník | Javorník               | 7,30  |
| Jemniště                        | Jemniště, Lísek, Sušice | Postupice              | 2,94  |
| Jeníkov u Vlašimi               | Jeníkov | Čechtice               | 4,91  |
| Ješetice                        | Báňov, Hlaváčkova Lhota,Ješetice, Radíč, Řikov                                                                               | Ješetice               | 7,24  |
| Jezero                          | Jezero, Věřice | Struhařov              | 3,63  |
| Jinošice                        | Jinošice, Líštěnec, Opřetice                                                                                                 | Bystřice               | 7,34  |
| Jírovice                        | Hůrka, Jarkovice, Jírovice, Semovice                                                                                         | Bystřice               | 5,13  |
| Jiřetice u Neustupova           | Hojšín, Jiřetice, Žinice | Neustupov              | 5,69  |
| Kačerov                         | Kačerov | Loket                  | 1,25  |
| Kamberk                         | Hrajovice, Kamberk, Předbořice                                                                                               | Kamberk                | 11,33 |
| Keblov                          | Keblov, Sedlice | Keblov                 | 7,11  |
| Kladruby u Vlašimi              | Kladruby | Kladruby               | 4,73  |
| Kobylí                          | Hlivín, Kobylí a Plchov, Vojslavice                                                                                          | Bystřice               | 3,73  |
| Kondrac                         | Kondrac, Krasovice | Kondrac                | 7,18  |
| Kouty u Smilkova                | Kouty, Líštěnec, Oldřichovec, Plachova Lhota, Zechov                                                                         | Smilkov                | 7,20  |
| Kovářovice                      | Kovářovice | Pyšely                 | 2,32  |
| Kozmice u Benešova              | Kácova Lhota, Kozmice, Rousínov                                                                                              | Kozmice                | 7,96  |
| Krhanice                        | Dolní Požáry, Krhanice, Prosečnice                                                                                           | Krhanice               | 13,47 |
| Krchleby                        | Krchleby , Lhotka | Křečovice              | 3,24  |
| Krňany                          | Krňany | Krňany                 | 2,77  |
| Krusičany                       | Krusičany | Týnec nad Sázavou      | 6,51  |
| Křečovice u Neveklova           | Křečovice, Skrýšov, Zhorný                                                                                                   | Křečovice              | 7,43  |
| Křešice u Divišova              | Křešice | Divišov                | 1,85  |
| Křešice u Olbramovic            | Babice, Křešice, Podolí, Radotín, Slavkov                                                                                    | Olbramovice            | 8,18  |
| Křivsoudov                      | Jenišovice, Křivsoudov, Lhota Bubeneč                                                                                        | Křivsoudov             | 13,66 |
| Křížov pod Blaníkem             | Karhule, Křížov, Lesáky | Pravonín               | 5,82  |
| Kuňovice                        | Kuňovice | Kuňovice               | 3,45  |
| Laby                            | Laby | Zvěstov                | 2,20  |
| Lažany u Mezna                  | Lažany | Mezno                  | 3,07  |
| Lbosín                          | Lbosín | Divišov                | 3,62  |
| Lešany nad Sázavou              | Lešany, Nová Ves | Lešany                 | 9,57  |
| Libčice u Dolních Kralovic      | Libčice | Dolní Kralovice        | 2,25  |
| Libež                           | Libež | Libež                  | 7,39  |
| Libouň                          | Libouň | Zvěstov                | 4,32  |
| Líšno                           | Líšno, Mokrá Lhota | Bystřice               | 6,64  |
| Litichovice                     | Litichovice | Litichovice            | 1,93  |
| Loket u Dolních Kralovic        | Loket | Loket                  | 3,67  |
| Louňovice pod Blaníkem          | Louňovice pod Blaníkem | Louňovice pod Blaníkem | 11,40 |
| Lštění                          | Lštění, Zlenice | Lštění                 | 4,68  |
| Malešín                         | Barochov, Gabrhele, Křiváček, Malešín, Řehenice                                                                              | Řehenice               | 6,87  |
| Malovice u Miličína             | Malovice | Miličín                | 1,03  |
| Manělovice                      | Libohošť, Manělovice | Vrchotovy Janovice     | 2,42  |
| Maršovice u Benešova            | Maršovice, Podmaršovice, Zálesí 1.díl                                                                                        | Maršovice              | 7,69  |
| Martinice u Dolních Kralovic    | Martinice u Dolních Kralovic                                                                                                 | Dolní Kralovice        | 2,59  |
| Martinice u Votic               | Bučovice, Martinice, Nezdice, Vranov                                                                                         | Votice                 | 6,64  |
| Maskovice                       | Maskovice | Netvořice              | 2,23  |
| Měchnov                         | Měchnov, Šternov | Divišov                | 4,62  |
| Městečko u Chotýšan             | Městečko | Chotýšany              | 7,27  |
| Mezno                           | Mezno | Mezno                  | 6,77  |
| Miličín                         | Miličín, Reksyně, Žibkov | Miličín                | 10,85 |
| Milovanice                      | Holčovice, Milovanice | Postupice              | 4,87  |
| Minartice                       | Minartice, Sledovice | Vojkov                 | 3,20  |
| Miřetice                        | Miřetice | Miřetice               | 2,45  |
| Mitrovice                       | Mitrovice | Mezno                  | 3,83  |
| Mlékovice u Neveklova           | Borovka, Lipka, Mlékovice, Ouštice, Radslavice, Tloskov                                                                      | Neveklov               | 9,71  |
| Mnichovice                      | Mnichovice | Mnichovice             | 9,21  |
| Mrač                            | Mrač | Mrač                   | 6,15  |
| Myslíč                          | Dolní Podhájí, Myslíč | Struhařov              | 2,66  |
| Načeradec                       | Načeradec | Načeradec              | 10,64 |
| Nahoruby                        | Nahoruby, Poličany | Křečovice              | 6,41  |
| Nakvasovice                     | Dobříkovice, Nakvasovice, Palčice, Zhoř                                                                                      | Čechtice               | 9,56  |
| Nasavrky u Miličína             | Nasavrky | Miličín                | 2,30  |
| Němčice u Dolních Kralovic      | Němčice | Loket                  | 2,49  |
| Nemíž                           | Nemíž | Tehov                  | 3,94  |
| Nespeky                         | Ledce, Městečko, Nespeky | Nespeky                | 4,97  |
| Nesperská Lhota                 | Nesperská Lhota, Polánka | Vlašim                 | 3,73  |
| Nespery                         | Nespery | Veliš                  | 3,35  |
| Nesvačily u Bystřice            | Nesvačily, Petrovice | Bystřice               | 7,69  |
| Neštětice                       | Doloplazy, Chvojínek, Neštětice                                                                                              | Neveklov               | 6,59  |
| Netvořice                       | Netvořice | Netvořice              | 6,05  |
| Neustupov                       | Bořetice, Neustupov, Podlesí, Vrchy, Zálesí                                                                                  | Neustupov              | 10,57 |
| Neveklov                        | Dubovka, Neveklov, Tloskov                                                                                                   | Neveklov               | 8,73  |
| Nosákov                         | Nosákov | Jankov                 | 1,65  |
| Nová Ves u Postupic             | Miroslav, Nová Ves | Postupice              | 8,46  |
| Odlochovice                     | Odlochovice, Podolí | Jankov                 | 4,84  |
| Olbramovice u Votic             | Kochnov, Mokřany, Olbramovice Městečko, Olbramovice Ves, Semtín, Semtínek, Veselka                                           | Olbramovice            | 9,86  |
| Olešná u Načeradce              | Olešná | Načeradec              | 5,41  |
| Ostrov u Veliše                 | Ostrov | Ostrov                 | 3,36  |
| Ostředek                        | Mžižovice, Ostředek | Ostředek               | 4,04  |
| Otročice                        | Otročice | Čechtice               | 3,28  |
| Ouběnice u Votic                | Jeleneč, Jiřín, Ouběnice, Strženec                                                                                           | Bystřice               | 7,30  |
| Pavlovice u Vlašimi             | Pavlovice | Pavlovice              | 3,91  |
| Pecerady                        | Pecerady | Týnec nad Sázavou      | 6,94  |
| Petroupim                       | Petroupec, Petroupim, Sembratec                                                                                              | Petroupim              | 9,51  |
| Petrovice u Miličína            | Kahlovice, Nové Dvory, Petrovice                                                                                             | Miličín                | 5,61  |
| Pičín u Jankova                 | Pičín | Jankov                 | 3,02  |
| Podělusy                        | Podělusy | Týnec nad Sázavou      | 1,94  |
| Popovice u Benešova             | Kamenná Lhota, Kondratice, Mladovice, Pazderná Lhota, Popovice, Věžníčky                                                     | Popovice               | 11,71 |
| Poříčí nad Sázavou              | Hvozdec, Poříčí nad Sázavou                                                                                                  | Poříčí nad Sázavou     | 9,27  |
| Postupice                       | Lhota Veselka, Postupice | Postupice              | 7,33  |
| Pozov                           | Mokliny, Pozov | Postupice              | 6,23  |
| Pravětice                       | Pravětice | Načeradec              | 4,34  |
| Pravonín                        | Pravonín, Volavka | Pravonín               | 11,38 |
| Přestavlky u Čerčan             | Čistec, Doubravice 1.díl, Přestavlky u Čerčan                                                                                | Přestavlky u Čerčan    | 6,48  |
| Přibyšice                       | Kožlí, Přibyšice | Neveklov               | 4,15  |
| Psáře                           | Dubovka, Psáře | Psáře                  | 8,30  |
| Pyšely                          | Borová Lhota, Nová Ves, Pyšely                                                                                               | Pyšely                 | 7,33  |
| Rabyně                          | Loutí, Nedvězí, Rabyně | Rabyně                 | 9,59  |
| Radošovice u Vlašimi            | Lipiny u Radošovic, Onšovice, Radošovice                                                                                     | Radošovice             | 8,01  |
| Rataje u Vlašimi                | Rataje | Rataje                 | 4,49  |
| Ratměřice                       | Ratměřice, Skrýšov | Ratměřice              | 7,54  |
| Roubíčkova Lhota                | Dobříčkov, Roubíčkova Lhota                                                                                                  | Postupice              | 4,67  |
| Rudoltice u Vrchotových Janovic | Hůrka, Rudoltice | Vrchotovy Janovice     | 3,74  |
| Řimovice                        | Řimovice | Řimovice               | 3,30  |
| Řísnice                         | Řísnice | Načeradec              | 3,44  |
| Samechov                        | Samechov | Chocerady              | 4,14  |
| Sázava                          | Sázava | Sázava                 | 3,69  |
| Sedlečko u Jiřetic              | Sedlečko | Neustupov              | 0,72  |
| Sedlečko u Veliše               | Sedlečko | Veliš                  | 1,40  |
| Sedmpány                        | Sedmpány | Trhový Štěpánov        | 4,91  |
| Skalice u Benešova              | Babčice, Budov, Hliňánky, Horní Podhájí, Pecínov, Skalice                                                                    | Struhařov              | 3,79  |
| Slavětín u Načeradce            | Slavětín | Načeradec              | 5,46  |
| Slověnice                       | Slověnice | Slověnice              | 2,95  |
| Smilkov                         | Smilkov | Smilkov                | 4,00  |
| Snět                            | Snět | Snět                   | 6,02  |
| Soběhrdy                        | Mezihoří, Phov, Soběhrdy | Soběhrdy               | 6,64  |
| Soušice                         | Kácovská Lhota, Soušice | Tichonice              | 2,72  |
| Soutice                         | Černýš, Kalná, Soutice | Soutice                | 10,87 |
| Stranný                         | Břevnice, Stranný | Stranný                | 6,02  |
| Strnadice                       | Strnadice | Maršovice              | 1,87  |
| Strojetice                      | Strojetice | Strojetice             | 5,01  |
| Struhařov u Benešova            | Struhařov | Struhařov              | 3,73  |
| Střechov nad Sázavou            | Střechov nad Sázavou | Trhový Štěpánov        | 5,62  |
| Střezimíř                       | Střezimíř | Střezimíř              | 3,60  |
| Střížkov u Bořeňovic            | Střížkov | Struhařov              | 0,71  |
| Studený                         | Petrova Lhota, Studený | Studený                | 4,41  |
| Stupčice                        | Stupčice | Mezno                  | 1,39  |
| Světlá pod Blaníkem             | Mrkvová Lhota, Světlá | Louňovice pod Blaníkem | 1,85  |
| Šebáňovice                      | Sedlečko, Šebáňovice | Vrchotovy Janovice     | 3,73  |
| Šetějovice                      | Šetějovice | Šetějovice             | 2,02  |
| Tatouňovice                     | Tatouňovice | Čakov                  | 1,28  |
| Tehov                           | Petříny, Tehov | Tehov                  | 6,10  |
| Teletín                         | Teletín | Krňany                 | 5,47  |
| Teplýšovice                     | Humenec, Teplýšovice, Zálesí                                                                                                 | Teplýšovice            | 5,16  |
| Tichonice                       | Chochol, Kácovec, Pelíškův Most, Tichonice                                                                                   | Tichonice              | 7,29  |
| Tisek                           | Buková, Tisek | Pravonín               | 2,60  |
| Tisem                           | Tisem | Tisem                  | 3,46  |
| Tomice u Dolních Kralovic       | Tomice | Tomice                 | 7,23  |
| Tomice u Votic                  | Dvůr Semtín, Tomice II | Olbramovice            | 5,73  |
| Trhový Štěpánov                 | Štěpánovská Lhota, Trhový Štěpánov                                                                                           | Trhový Štěpánov        | 13,18 |
| Třebešice u Divišova            | Třebešice | Třebešice              | 4,18  |
| Třebsín                         | Třebsín | Krňany                 | 4,00  |
| Třemošnice                      | Třemošnice | Ostředek               | 3,92  |
| Tuchyně                         | Lhota, Tuchyně | Netvořice              | 2,90  |
| Tvoršovice                      | Mlýny, Tvoršovice | Bystřice               | 3,88  |
| Týnec nad Sázavou               | Brodce, Chrást nad Sázavou, Týnec nad Sázavou, Zbořený Kostelec                                                              | Týnec nad Sázavou      | 5,95  |
| Úročnice                        | Buková Lhota, Úročnice, Vidlákova Lhota                                                                                      | Benešov                | 6,63  |
| Václavice u Benešova            | Václavice, Vatěkov, Zbožnice                                                                                                 | Václavice              | 8,26  |
| Veliš                           | Lipiny u Veliše, Veliš | Veliš                  | 7,52  |
| Velké Heřmanice                 | Dědkov, Velké Heřmanice, Křenovičky                                                                                          | Heřmaničky             | 5,90  |
| Vestec u Chocerad               | Vestec | Chocerady              | 4,27  |
| Vestec u Mezna                  | Vestec | Mezno                  | 0,57  |
| Vítonice u Blažejovic           | Vítonice | Blažejovice            | 1,37  |
| Vlašim                          | Vlašim | Vlašim                 | 16,05 |
| Vlkonice u Neveklova            | Vlkonice | Křečovice              | 3,08  |
| Vlkov u Čakova                  | Vlkov | Čakov                  | 1,65  |
| Vlkovec                         | Vlkovec | Chocerady              | 2,74  |
| Vodslivy                        | Vodslivy | Vodslivy               | 4,72  |
| Vojkov u Votic                  | Podolí, Vojkov | Vojkov                 | 3,38  |
| Votice                          | Amerika, Javor, Lysá, Mladoušov, Srbice, Votice                                                                              | Votice                 | 10,85 |
| Vracovice                       | Malovidy, Vracovice | Vracovice              | 10,93 |
| Vračkovice                      | Vračkovice | Načeradec              | 2,02  |
| Vranov u Čerčan                 | Bezděkov, Bučina, Doubravice 2.díl, Mačovice, Naháč, Údolnice, Vranov                                                        | Vranov                 | 6,12  |
| Vranovská Lhota                 | Klokočná, Vranovská Lhota | Vranov                 | 3,37  |
| Vraždovy Lhotice                | Vraždovy Lhotice | Dolní Kralovice        | 2,73  |
| Vrchotovy Janovice              | Braštice, Mrvice, Vrchotovy Janovice, Velká Lhota                                                                            | Vrchotovy Janovice     | 13,18 |
| Všebořice u Dolních Kralovic    | Radíkovice, Všebořice | Loket                  | 4,86  |
| Všechlapy nad Blanicí           | Všechlapy | Všechlapy              | 5,55  |
| Všetice                         | Radějovice Všetice | Netvořice              | 4,61  |
| Vysoký Újezd                    | Větrov, Vysoký Újezd | Vysoký Újezd           | 4,07  |
| Xaverov                         | Xaverov | Xaverov                | 2,17  |
| Zádolí u Neveklova              | Hůrka Kapinos, Zádolí, Spolí, Zárybnice                                                                                      | Neveklov               | 4,64  |
| Záhoří u Miličína               | Záhoří u Miličína | Miličín                | 5,93  |
| Zahrádčice                      | Zahrádčice | Dolní Kralovice        | 1,48  |
| Zahrádka u Benešova             | Bezejovice, Dlouhá Lhota, Libeč, Zahrádka, Zaječí, Zálesí 2.díl                                                              | Maršovice              | 8,22  |
| Zahradnice                      | Zahradnice | Olbramovice            | 1,58  |
| Zaječice                        | Zaječice | Pyšely                 | 3,17  |
| Zdebuzeves                      | Radonice, Zdebuzeves | Divišov                | 7,28  |
| Zderadice                       | Mstětice, Řehovice, Tikovice, Vráce, Záhoří, Zderadice                                                                       | Maršovice              | 6,39  |
| Zdiměřice u Načeradce           | Zdiměřice | Načeradec              | 2,32  |
| Zdislavice u Vlašimi            | Zdislavice | Zdislavice             | 6,77  |
| Znosim                          | Znosim | Vlašim                 | 1,97  |
| Zvěstov                         | Hlohov, Ondřejovec, Šlapánov, Vestec, Vlastišov, Zvěstov                                                                     | Zvěstov                | 11,27 |
| Žibřidovice                     | Žibřidovice | Šetějovice             | 2,07  |
| Žíňany                          | Žíňany, Žíňánky | Soběhrdy               | 3,48  |
| Živohošť                        | Živohošť | Křečovice              | 4,12  |